# 边线博物馆

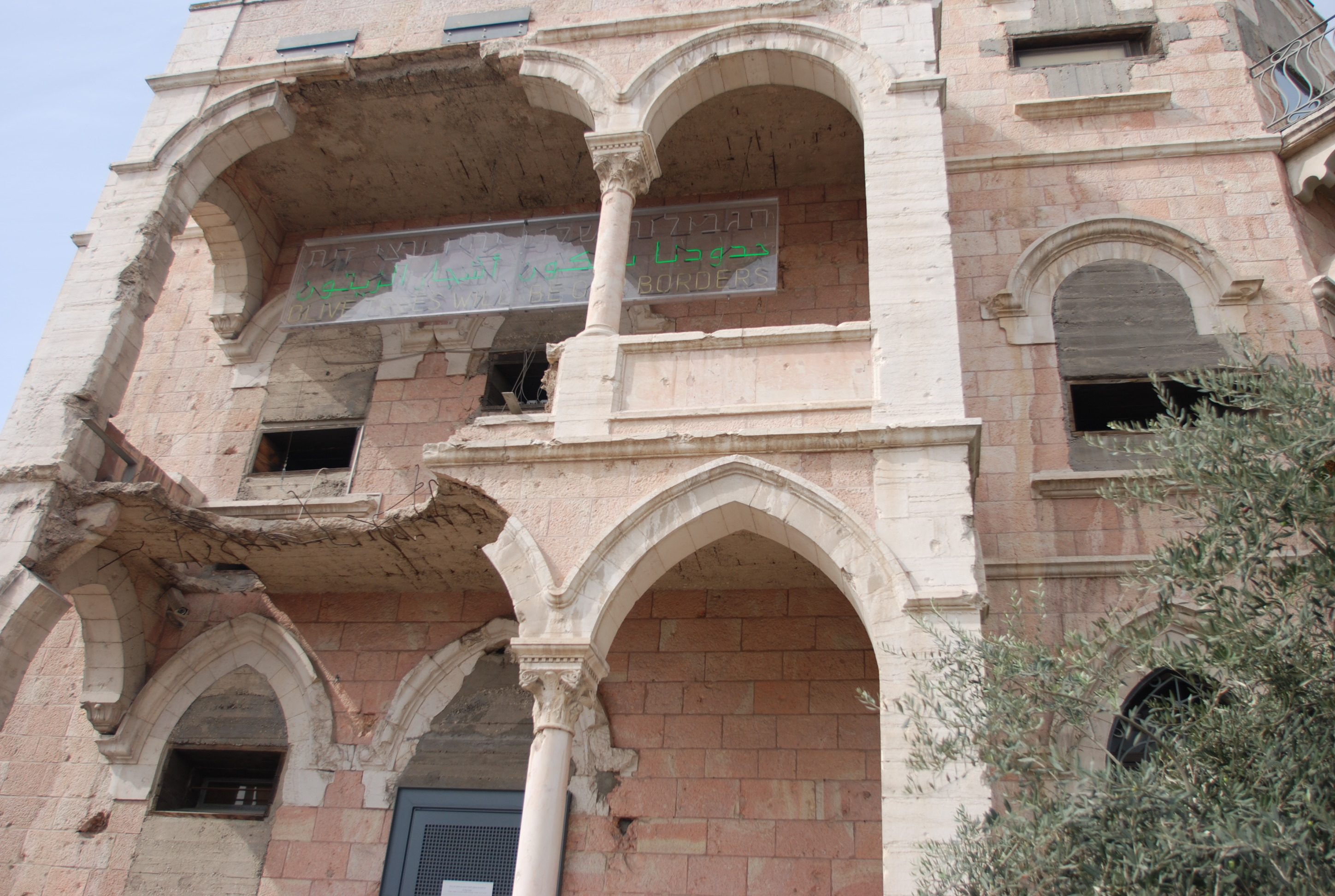
立面

边线博物馆（Museum on the Seam）是耶路撒冷的一个社会政治当代艺术博物馆。

## 历史
成立于1999年，设于一座新古典主义建筑内，该建筑的动荡历史成为耶路撒冷和以色列整个国家经历的政治变化的无声见证：它原为巴勒斯坦阿拉伯建筑师，安多尼 Baramki在1932年为自己所建的私人住宅，自1948年第一次中东战争以后，变成了一个以色列军队的军事前哨，位于以色列和约旦之间边界的无人区，俯瞰曼德尔鲍姆门，那是当时该市的两部分之间的唯一通道。现在则是一个社会政治博物馆，致力于建立对话和理解的桥梁。纽约时报称之为人在世时必去的世界上29个文化目的地之一。
该博物馆举行过各种展览，许多当今领先的艺术家都曾参与，包括维姆·文德斯、马纳舍·卡迪希曼等人。

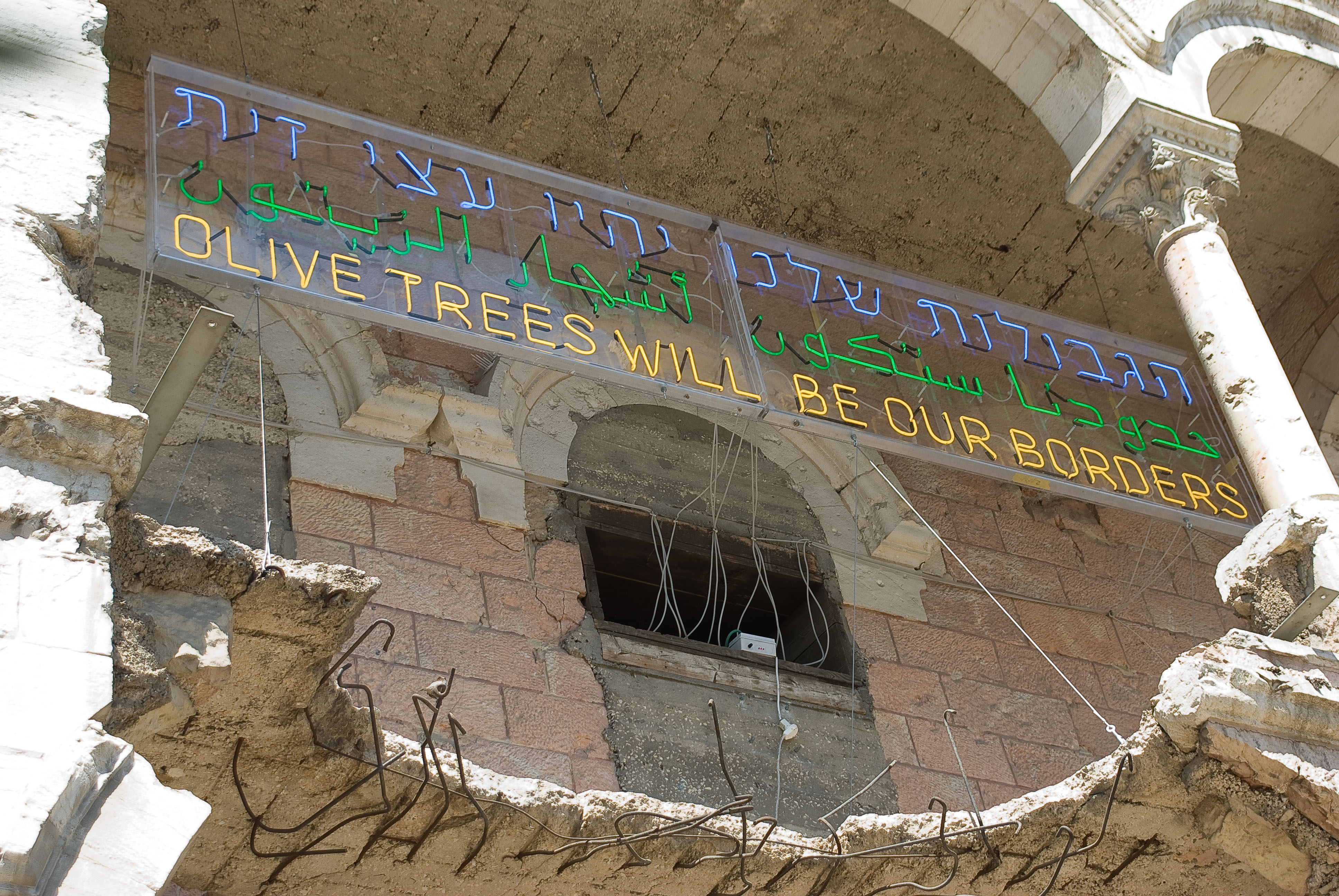

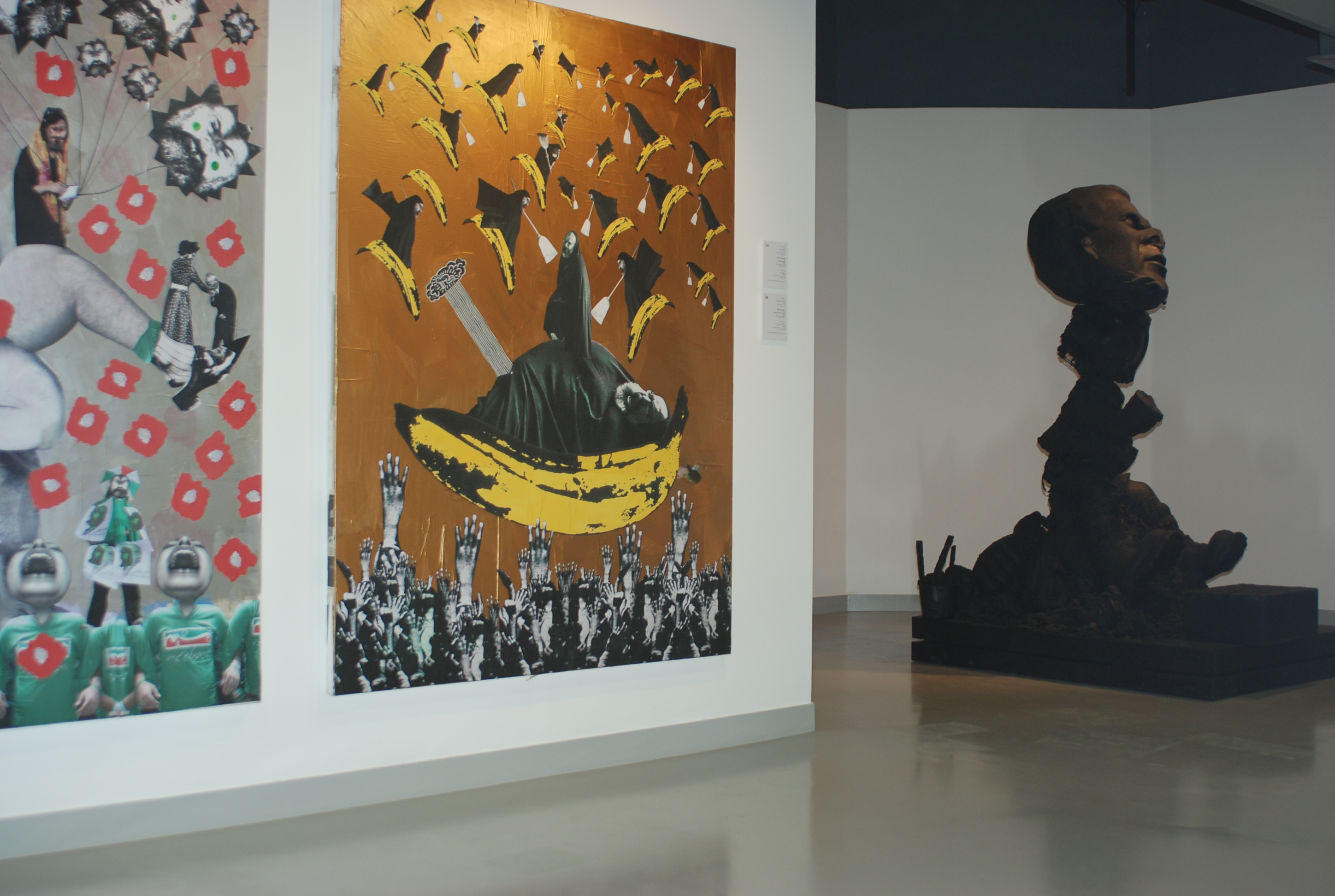
内部